# Josef (søn af patriarken Jakob)
Josef er en person i Det Gamle Testamente i Bibelen og Koranen. Josef var den næstyngste af patriarken Jakobs tolv sønner og ifølge Det Gamle Testamente hans yndlingssøn. På grund af jalousi solgte hans brødre ham som slave til Egypten, men i Egypten blev Josef en stor mand, der senere reddede sin familie fra hungersnød.

## Josef sælges som slave (1 Mos 37)
Jakob laver en ”ærmekjortel” til sin yndlingssøn, Josef. Josefs brødre bliver jaloux og overvejer at sælge ham til en ismaelittisk karavane. Under deres diskussion kommer nogle handelsmænd forbi og sælger ham i stedet. De viser sønnens kjortel til deres far indsmurt i blod fra en ged, som bevis for at han er død. Imens rejser karavanen videre og sælger Josef som slave til Potifar, kaptajnen for Faraos personlige livgarde (1 Mos 37).

## Josef ophøjes (1 Mos 39-41)
Men Potifars kone beskylder Josef for at gøre tilnærmelser til hende, fordi hendes forsøg på at forføre ham mislykkes. Den uskyldige Josef bliver kastet i fængsel (1 Mos 39). I fængslet tolker han to medfangers drømme rigtigt, og bliver kendt som drømmetyder. Josef bliver kaldt op til Farao for at tyde hans drøm om 7 smukke og velnærede køer og 7 grimme og magre køer, forstået som ”... syv år med stor overflod i hele Ægypten. Efter dem kommer syv hunger-år, så al overfloden bliver glemt i Ægypten, for hungersnøden vil gøre det af med landet.” Han råder Farao til at lægge mad til side i årene med overflod. Han bliver udnævnt til nummer to i riget under Farao, og under hungersnøden kom hele jordens befolkning ”... til Ægypten for at købe korn hos Josef, for hungersnøden var hård på hele jorden (1 Mos 41).

## Josef redder sin familie fra hungersnød (1 Mos 42-50)
Jakob sender sine sønner til Ægypten for at købe korn. Brødrene mødes med Josef, som genkender dem, men giver sig ikke til kende for dem. Efter at have prøvet brødrene på denne og en anden rejse til Ægypten, og hvor de har fremstået som frygtfulde og underdanige så selv Juda tilbyder sig selv som slave, viser Josef sin identitet, tilgiver sine brødre det onde de gjorde ved ham, og tilbyder dem at slå sig ned i Egypten sammen med deres far (1 Mos 42-45). Jakob bringer hele sin familie til Ægypten, til landet Goshen, som Farao tilbyder dem (1 Mos 46-47). Jakob tager imod Efraim og Manasse som sine egne sønner og samler sine sønner ved sit dødsleje og velsigner dem hver især. Jakob dør og bliver begravet i familiegravstedet i Makpelas hule i Hebron. På Josefs dødsleje spørger han sine brødre om de vil sørge for, hvis Gud fører dem tilbage til Israel, at medtage hans rester og begrave dem i Israel. Bogen slutter med at Josefs rester bliver ”... balsameret og lagt i kiste i Ægypten.”